# Baudouinia
Baudouinia é um género botânico pertencente à família Fabaceae.
O género foi descrito por Henri Ernest Baillon e publicado em Adansonia 6: 193. 1866.

## Espécies
O género tem 9 espécies descritas das quais 6 são aceites:
- Baudouinia capuronii Du Puy & R.Rabev.
- Baudouinia fluggeiformis Baill.
- Baudouinia louvelii R.Vig.
- Baudouinia orientalis R.Vig.
- Baudouinia rouxevillei H.Perrier
- Baudouinia sollyaeformis Baill.